# Höstflox
Höstflox (Phlox paniculata) är en art i familjen blågullsväxter från östra Nordamerika. Arten är en vanlig trädgårdsväxt och förekommer i många olika sorter. Dessa trädgårdssorter är vanligen lägre och har större blommor än den vilda typen.
Höstflox är en flerårig ört som blir mellan 50 och 200 cm hög. Stjälkarna är klara eller något ludna på den övre delen. Bladen sitter motsatt, de övre paren dock mer eller mindre strödda. De är elliptiska till avlångt lansettlika eller avlångt äggrunda, de är mer eller mindre skaftlösa. Unga blad har håriga bladkanter. Blomställningen är stor, flat till pyramidformad med mycket korta kala till något ludna skaft. Foret har smala frikar. Kronan är lilarosa hos vilda plantor, 1,5–2,5 cm lång med 7–12 mm långa flikar. Ståndarknapparna är gräddvita, inneslutna i, eller något utskjutande ur pipen.

## Sorter

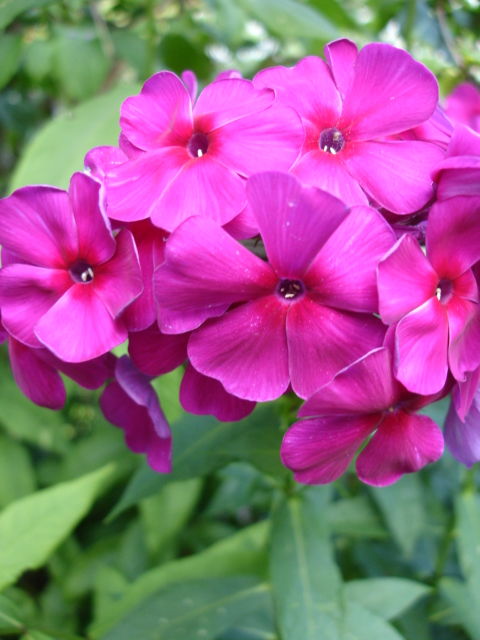
'Aida'
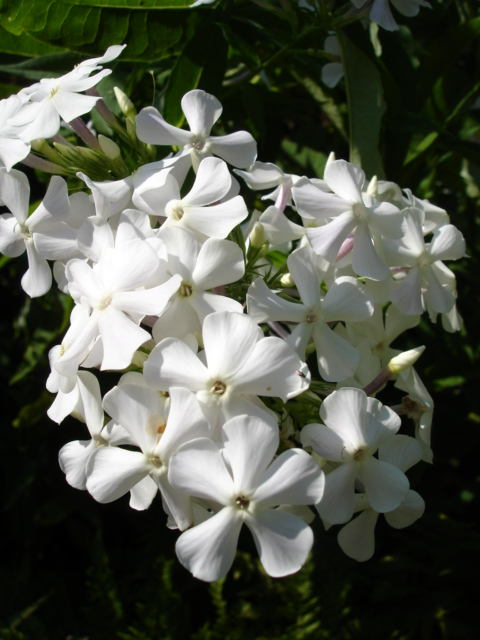
'Alba'
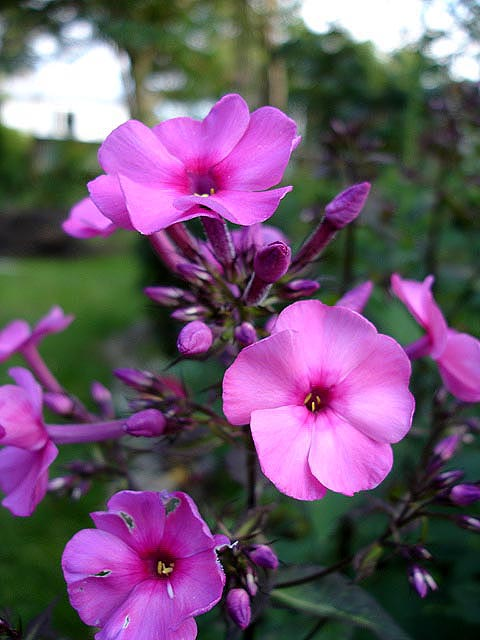
'Amethyst'
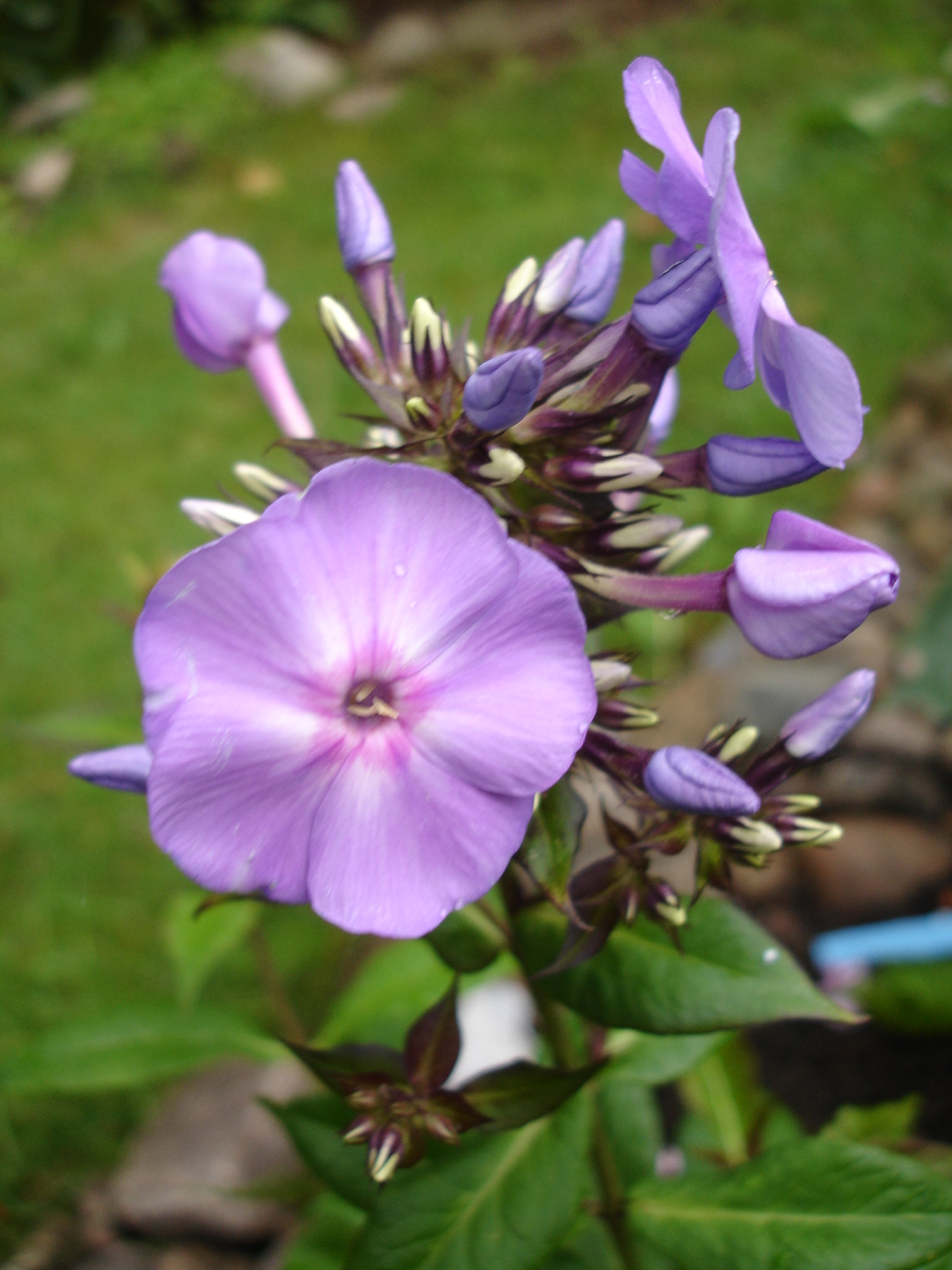
'Blue Boy'
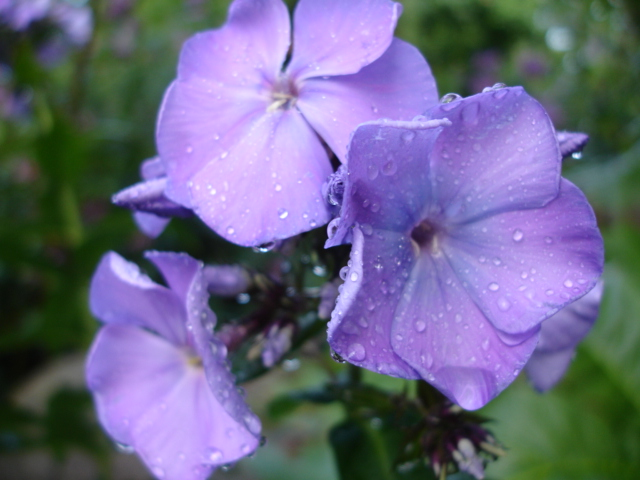
'Bonnie Maid'
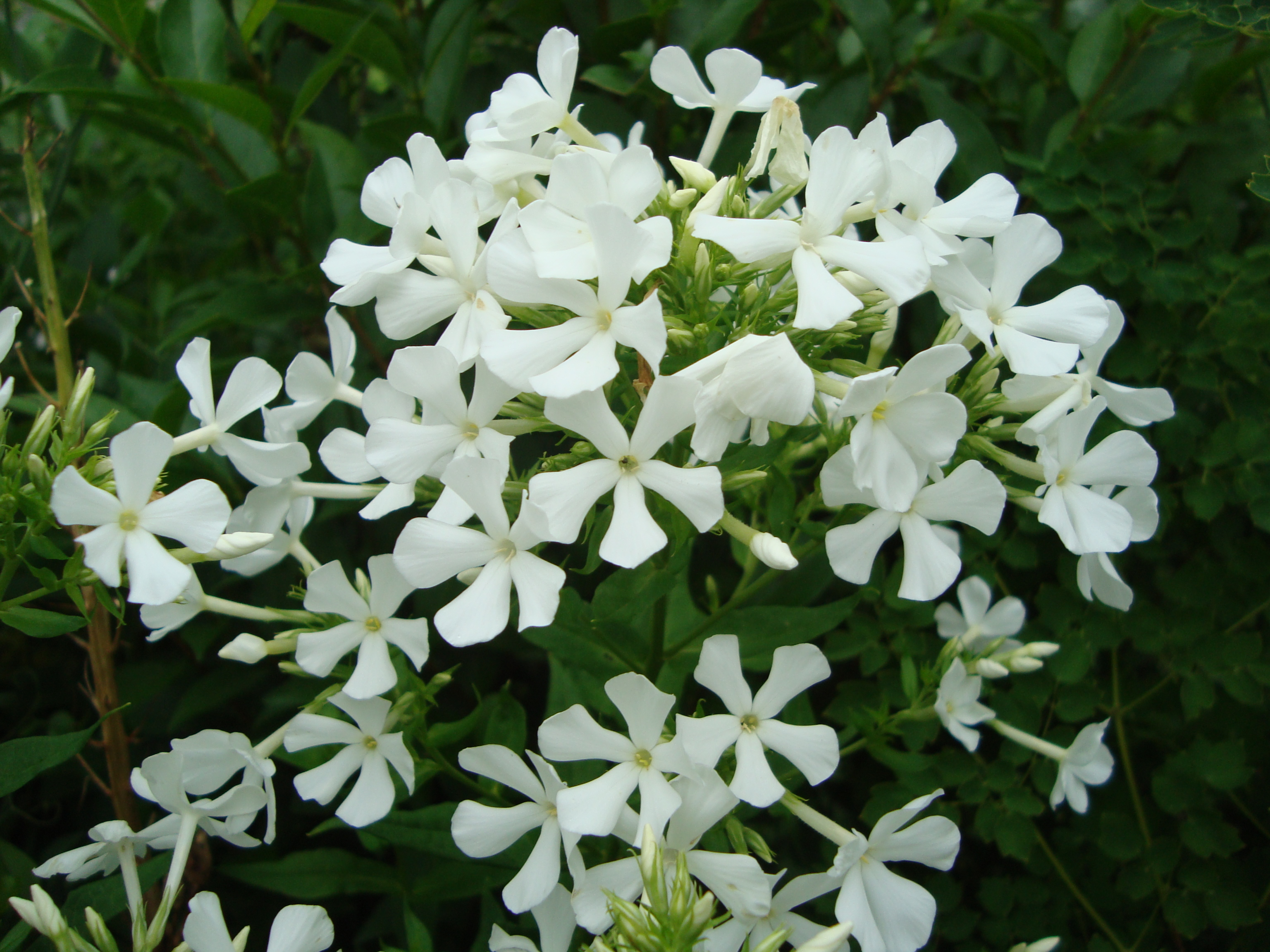
'Casablanca'
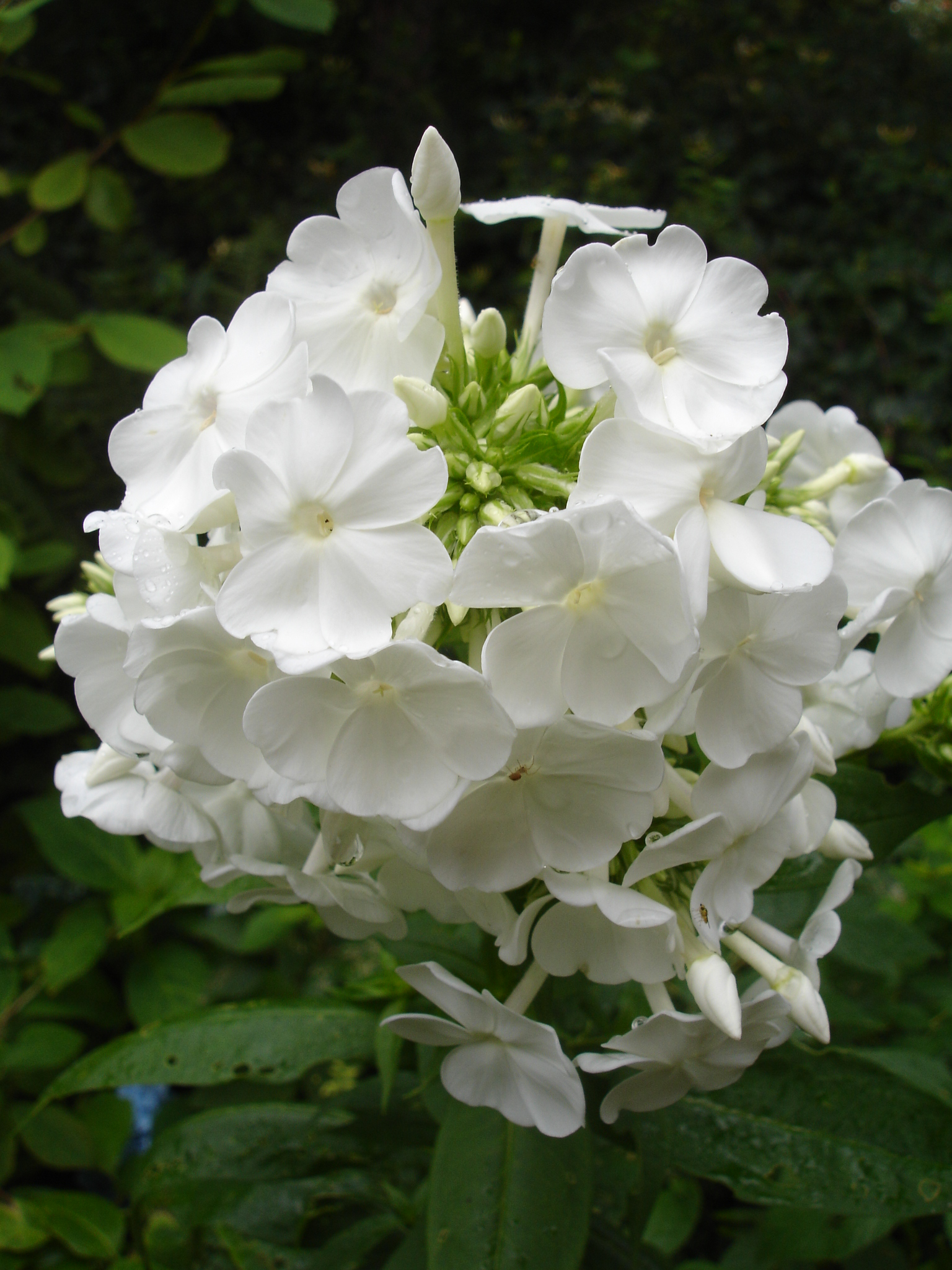
'David'
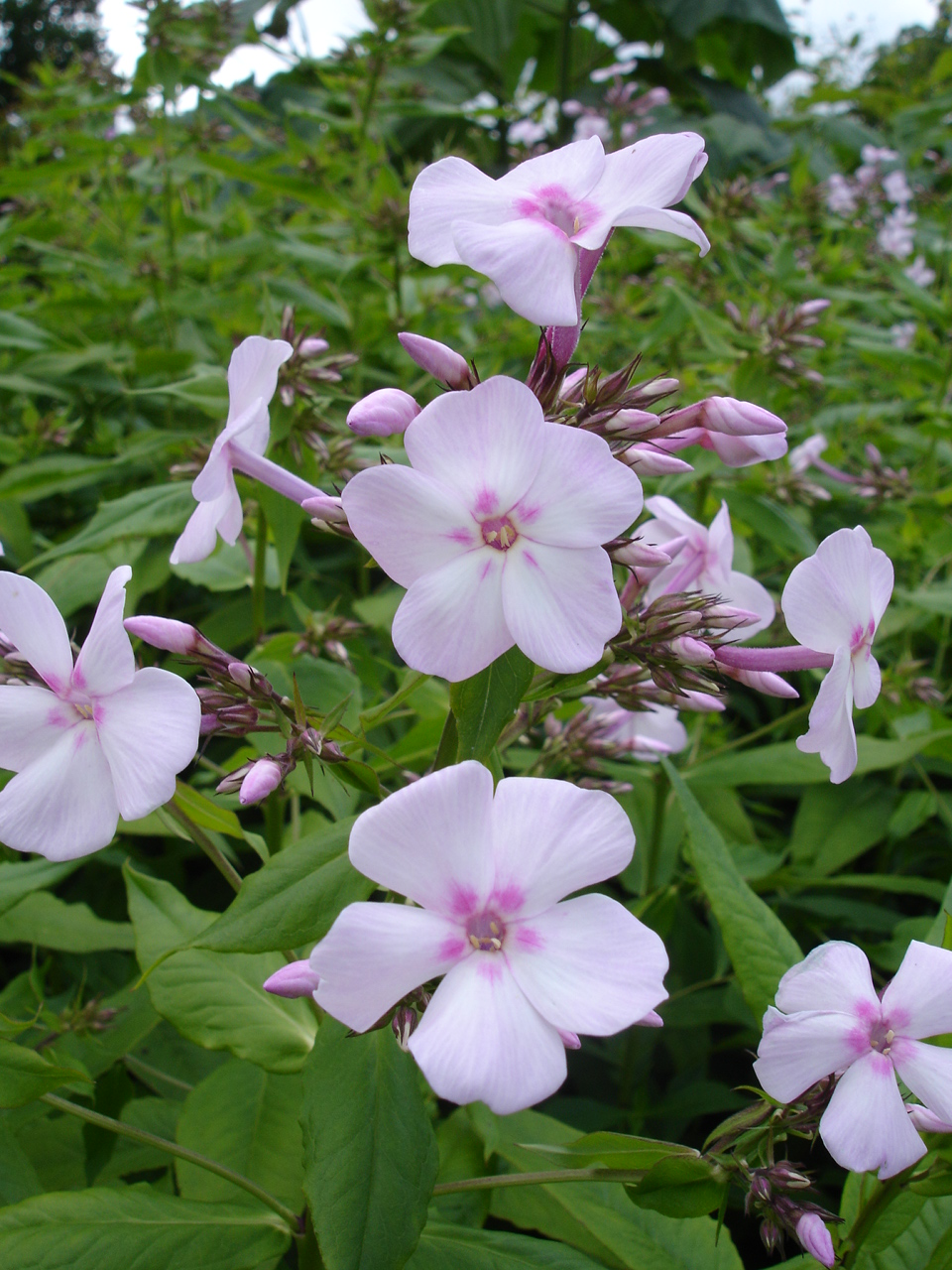
'Discovery'
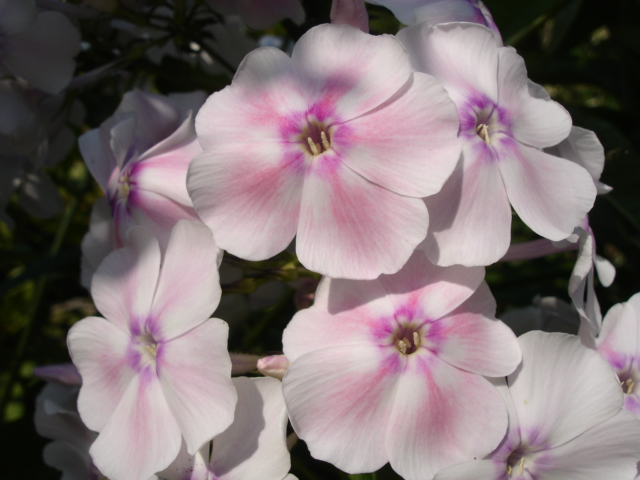
'Elfe'
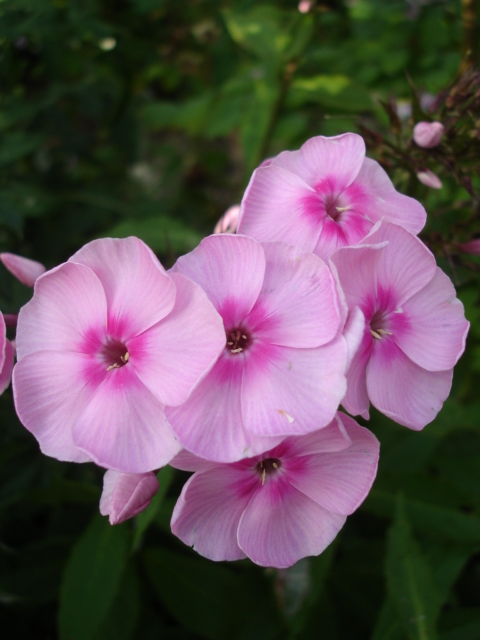
'Elizabeth Arden'
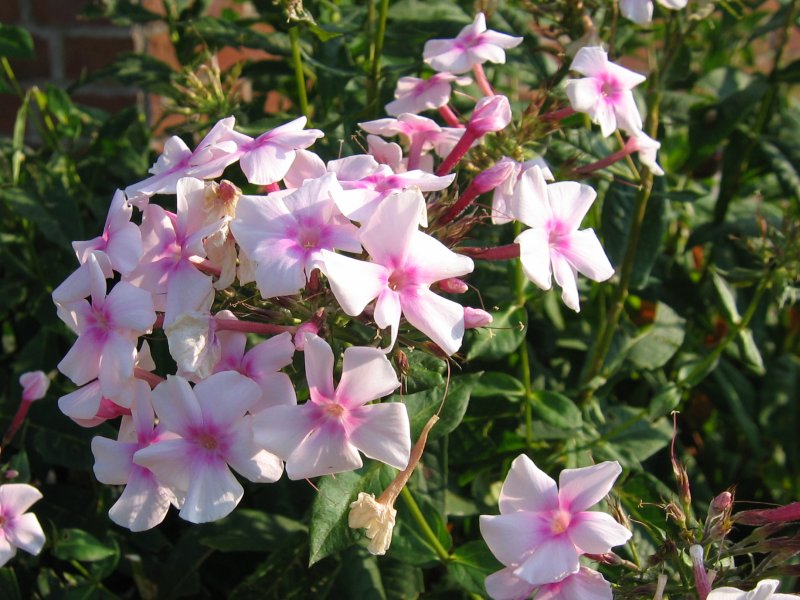
'Eva Cullum'
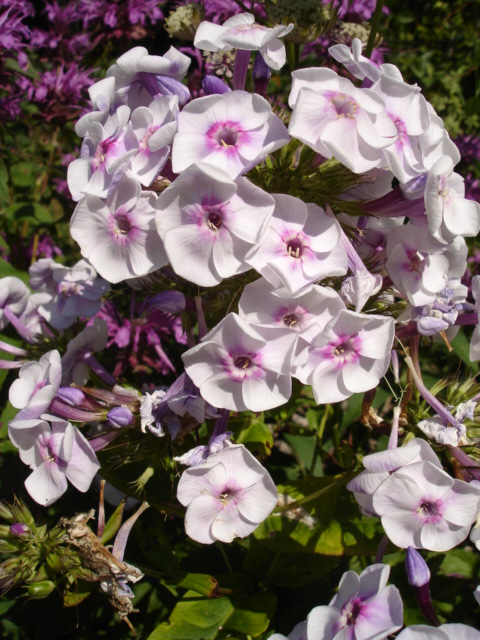
'Pallas Athena'
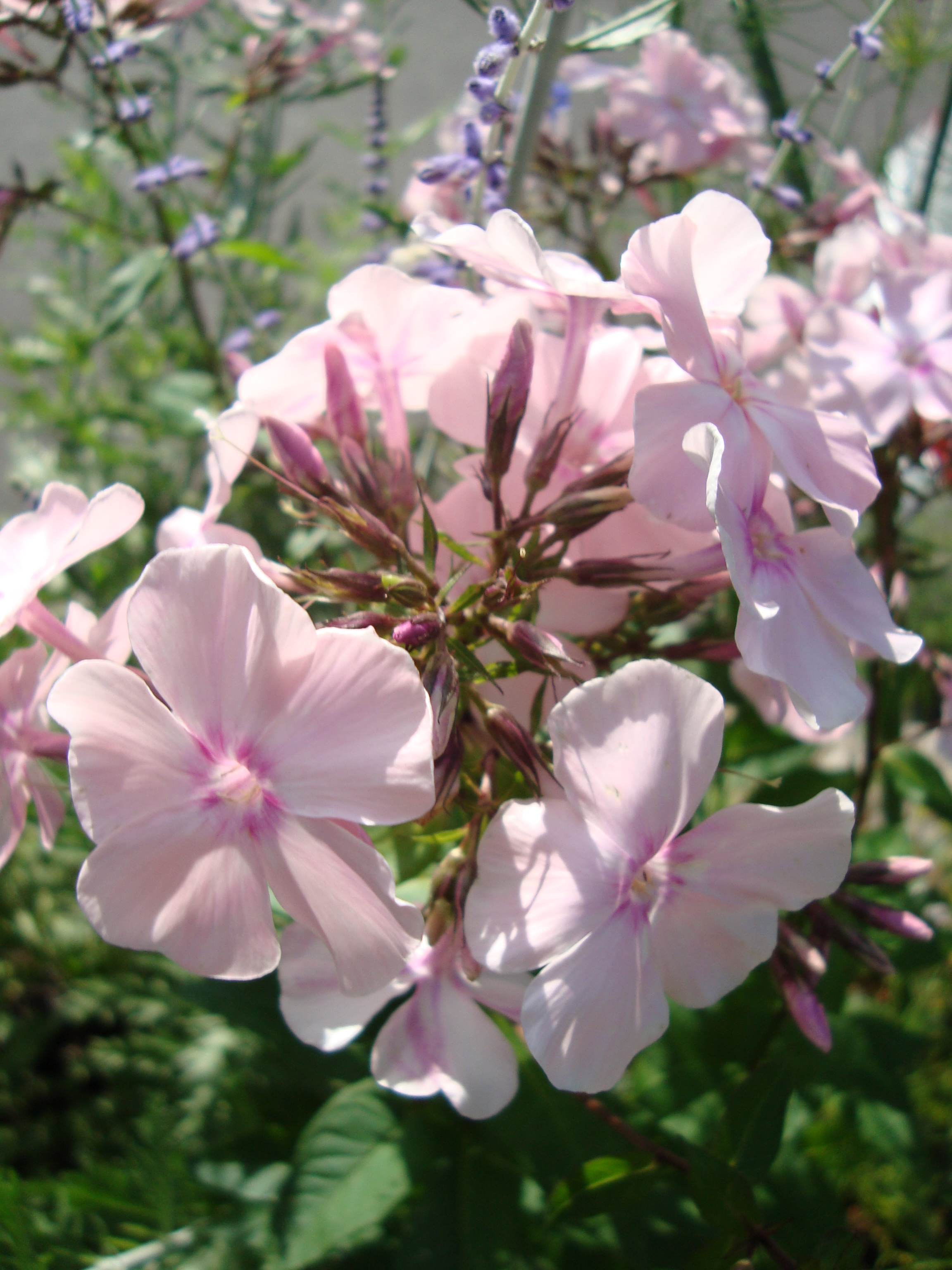
'Rosa Pastell'
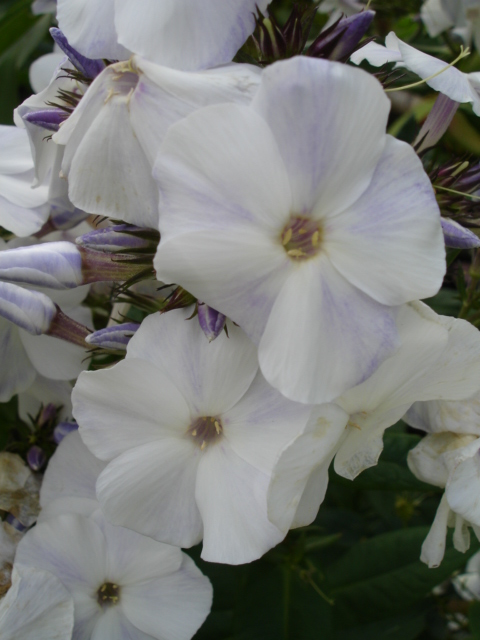
'Schneerausch'
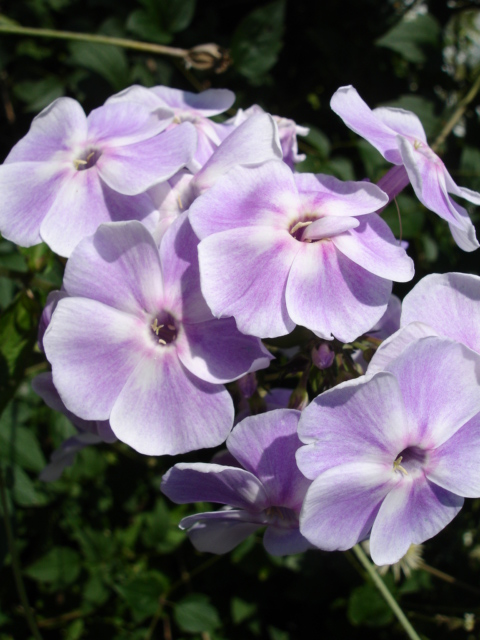
'Violetta Gloriosa'

- Wikimedia Commons har media som rör Höstflox.